# 스토쿠 천황
스토쿠 천황(일본어: 崇徳天皇, 1119년 7월 7일 ~ 1164년 9월 14일)은 일본의 75대 천황(재위: 1123년 ~ 1142년)이었다. 퇴위한 뒤에는 신인(新院), 사누키인(讚岐院)으로 불렸다. 휘는 아키히토(顯仁).

## 계보
도바 천황( 鳥羽天皇[*])과 중궁(中宮)인 후지와라노 쇼시(藤原璋子), 다이켄몬인(待賢門院)의 제1황자로서 태어났지만, 아버지와의 사이는 별로 좋지 않았다. 《고지단(古事談)》에서는 그 이유를 이렇게 설명한다. 아키히토 황자의 친아버지는 사실 도바 천황의 할아버지 즉 황자의 증조할아버지이기도 한 시라카와 법황(白河法皇)이며, 법황이 다마코와 밀통하여 얻은 아들이라는 것이다. 때문에 도바 천황은 아키히토 황자를 가리켜 '숙부 아들'이라 부르며 꺼렸다고, 《고지단》은 전한다. 이에 대해서는 아직까지도 진위 여부가 확인된 바가 없다.

## 약력

### 어린 천황
겐에이 (12세기)(元永) 2년(1119년) 5월 28일에 태어난 황자는 6월 19일에 친왕(親王)이 되었다. 호안(保安) 4년(1123년) 정월 28일에 다섯 살의 나이로 황태자가 되었으며, 황태자가 된 바로 그 날 도바 천황의 양위를 받아 천조(踐祚), 2월 19일에 즉위식을 행했다.
다이지(大治) 4년(1129년), 천황의 나이 열 살 때에 당시의 간파쿠(關白) 후지와라노 다다미치의 맏딸인 후지와라노 세이시(藤原聖子, 고카몬인皇嘉門院)가 입궁해 천황의 비로 세워졌고, 동년 7월 7일에 시라카와 법황이 승하하면서 도바 상황이 인세이(院政)를 행하게 되었다. 이듬해(1130년) 기요코는 중궁으로 책봉되었다. 천황과 중궁의 부부 사이는 나쁘지 않았지만 자식은 없었는데, 호엔(保延) 6년(1140년) 9월 2일에 뇨보(女房)인 효에노스케노 쓰보네(兵衛佐局)가 시게히토(重仁) 친왕을 낳자 기요코나 다다미치는 불쾌하게 여겼다고 한다.
인세이를 시작한 뒤부터 도바 상황은 후지와라노 나리코(藤原得子 즉 비후쿠몬인(美福門院)를 총애하여 에이지(永治) 원년(1141년) 12월 7일에 천황에게 양위할 것을 강요했고, 나리코 소생의 나리히토 친왕(體仁親王)을 천황으로 즉위시켰다. 형식상 천황의 중궁인 세이시의 양자로서 스토쿠 천황의 '황태자' 자격으로 즉위한 것이지만, 양위를 선명한 문서에는 '황태제'(皇太弟)라 기록되어 있었다(《구칸쇼》). 인세이는 천황의 아버지라는 혈연으로서 행하는 것이었기에 천황이 상왕의 아우여서는 도바인에게 일이 생긴다 해도 스토쿠 천황이 인세이를 행한다는 것은 불가능했다. 이 양위는 스토쿠 천황에게 있어서 큰 한으로 남게 되었다.

### 존재감 없는 상황
양위한 뒤 도바노다나카도노(鳥羽田中殿)으로 옮겨간 천황은 신인(新院)으로 불리게 되었다. 신인은 재위하던 동안에도 빈번히 가회(歌會)을 열곤 했지만, 양위하고 상황으로 물러난 뒤에는 더욱 와카에 심취하게 되어 《구안백수》(久安百首)를 정리한 《사화화가집》(詞花和歌集)을 찬집했다. 도바 법황이 상대적으로 와카에 관심이 없었던데서 당시의 와카계(界)는 신인을 중심으로 신인의 주도 아래 전개되었다. 신인을 별로 좋아하지 않았던 법황도 공식 석상에서는 신인에게 예를 갖추어 대했고, 신인의 제1황자였던 시게히토 친왕을 비후쿠몬인의 양자로 맞이하기도 했다. 이는 고노에 천황이 후사 없이 사망할 경우 시게히토 친왕이 즉위할 수도 있으며, 친왕의 친아버지인 신인이 인세이를 행하는 것도 가능하다는 얘기이기도 했다. 
규주(久壽) 2년(1155년) 7월 24일, 병약하던 고노에 천황이 마침내 17세의 나이로 사망하자, 다음 천황을 결정하기 위한 회의가 열렸다. 후보로 시게히토 친왕이 가장 유력했음에도 불구하고, 비후쿠몬인의 또 다른 양자인 모리히토(守仁, 훗날의 니조 천황)가 즉위할 때까지의 '중계'이자 '대리'로서 그 아버지 마사히토(雅仁) 친왕이 태자 책봉도 거치지 않고 29세의 나이로 덜컥 즉위하게 되었다(고시라카와 천황). 신인이 인세이를 행하게 될 경우 자신의 입지가 위축될 것을 우려한 비후쿠몬인, 다다자네(忠實)·요리나가(賴長) 부자의 대립으로 공경에 빠져 있었던 데다 신인의 총애가 딸 기요코에게서 효에노스케노 쓰보네에게 옮겨간 것을 원망하던 기요코의 아버지 다다미치, 마사히토 친왕의 유모의 남편으로서 권력을 장악하려던 신제이(信西) 등의 책모가 작용했다고 추측된다. 결국 신인의 마지막 희망은 산산조각나고 말았다.

### 호겐의 난
호겐(保元) 원년(1156년) 5월, 도바인이 병으로 쓰러져 7월 2일 신시(오후 4시경)에 사망했다. 신인은 법황의 임종의 직전에 문병하러 왔지만 대면할 수 없었다. 신인은 분개하며 돌아와야 했다.
도바인이 사망하면서 사태는 급변하기 시작했다. 7월 5일에는 "상황과 좌부(左府, 후지와라노 요리나가)가 작당하고 군사를 일으켜 국가를 기울게 하려 한다"는 소문이 나돌았고, 7월 8일에는 다다미치·요리나가 부자가 그들이 소유한 장원에서 병사를 모으는 것을 금한다는 고시라카와 천황의 윤지(綸旨)가 여러 구니에 내려짐과 동시에 쿠로우도인 다카시나노 도시나리(高階俊成)·미나모토노 요시토모(源義朝)의 병사들이 셋칸케의 정저였던 히가시산죠도노(東三條殿)에 난입해 저택을 몰관하기에 이르렀다. 이러한 조치는, 도바인의 권위를 등에 업고 신인이나 요리나가를 억압해왔던 비후쿠몬인과 다다미치 등 예전 도바인의 측근들에 의한 선제 공격이기도 했다.
신인에 대한 직접적인 공격이 있었던 것은 아니지만, 이미 '상황과 좌부가 작당하고 나라를 뒤엎으려 한다'는 소문이 세상에 나도는 와중에 그대로 있다가는 구속될 위험도 있었다. 결국 7월 9일, 한밤중에 신인은 소수 측근만 대동한 채 자신의 처소를 탈출해, 교토 동쪽의 시라카와에 있던 무네코(統子) 내친왕(도바 법황의 제2황녀로 신인에게는 여동생)의 처소 시라카와기타도노(白河北殿)에 침입했다. 친아들인 시게히토 친왕도 대동하지 않은 이 돌발적이고 예상치 못한 일은 《효한키》(兵範記)에서 "위아래가 어수선하여 친소(親疎)도 구별할 수 없었다"고 한 그대로였다.
신인이 처소를 빠져나가 시라카와기타도노에 이른 다음날 10일, 요리나가도 우지(宇治)에서 상경해 시라카와기타도노에 들어왔다. 신인의 측근인 후지와라노 노리나가(藤原敎長)나, 다이라노 이에히로(平家弘)·미나모토노 다메요시(源爲義)·다이라노 다다마사(平忠正) 등의 무사가 이곳으로 집결했지만, 신인측에 가담한 병력은 몹시 약소한 것이었다. 신인은 앞서 아들 시게히토 친왕의 후견인이기도 했던 다이라노 다다모리(平忠盛)의 아들 기요모리(淸盛)가 아군이 되는 데에 한 가닥 희망을 걸었지만, 친왕의 유모이자 기요모리의 계모였던 이케노젠니(池禪尼)는 신인측에 가망이 없다는 판단에 아들 요리모리(賴盛)에게 기요모리와 협력할 것을 명했다고 한다(《구칸쇼》). 한편 천황측에서는 이러한 신인의 움직임을 "풍문이 사실로 드러난 것"이라며 무사들을 동원해, 11일 새벽 시라카와기타도노에 야습을 행했다. 시라카와기타도노는 불타버리고, 신인은 도망쳐 행방을 감추었다.

### 사누키 유배
도망친 신인은 13일에 닌나지(仁和寺)에 출두해, 동모제인 가쿠쇼(覺性) 법친왕(法親王)에게 중재를 의뢰했지만 법친왕은 이를 거절했고, 신인은 간펜(寛遍) 법무(法務)의 옛 암자로 옮겨 미나모토노 시게나리(源重成)의 감시를 받게 된다. 23일 신인은 무사 수십 명에게 에워싸인 수레에 실려 도바에서 배로 사누키(讚岐)까지 유배되었다. 후지와라노 나카마로(藤原仲麻呂)의 난 때에 준닌(淳仁) 천황이 아와지(淡路)로 유배된 이래, 다시 천황(혹은 상황)이 지방으로 유배된 400년만의 사건이었다. 이때 동행한 것은 총비 효에노스케노 쓰보네, 그리고 몇 안 되는 궁녀들 뿐이었다고 한다. 그 뒤 신인은 두 번 다시 교토로 돌아오지 못하고, 8년 뒤 조간(長寬) 2년(1164년) 8월 26일, 유배지 사누키에서 46세로 사망한다.(암살되었다는 얘기도 있다)

## 원령 전설 - 태상천황 스토쿠 텐구

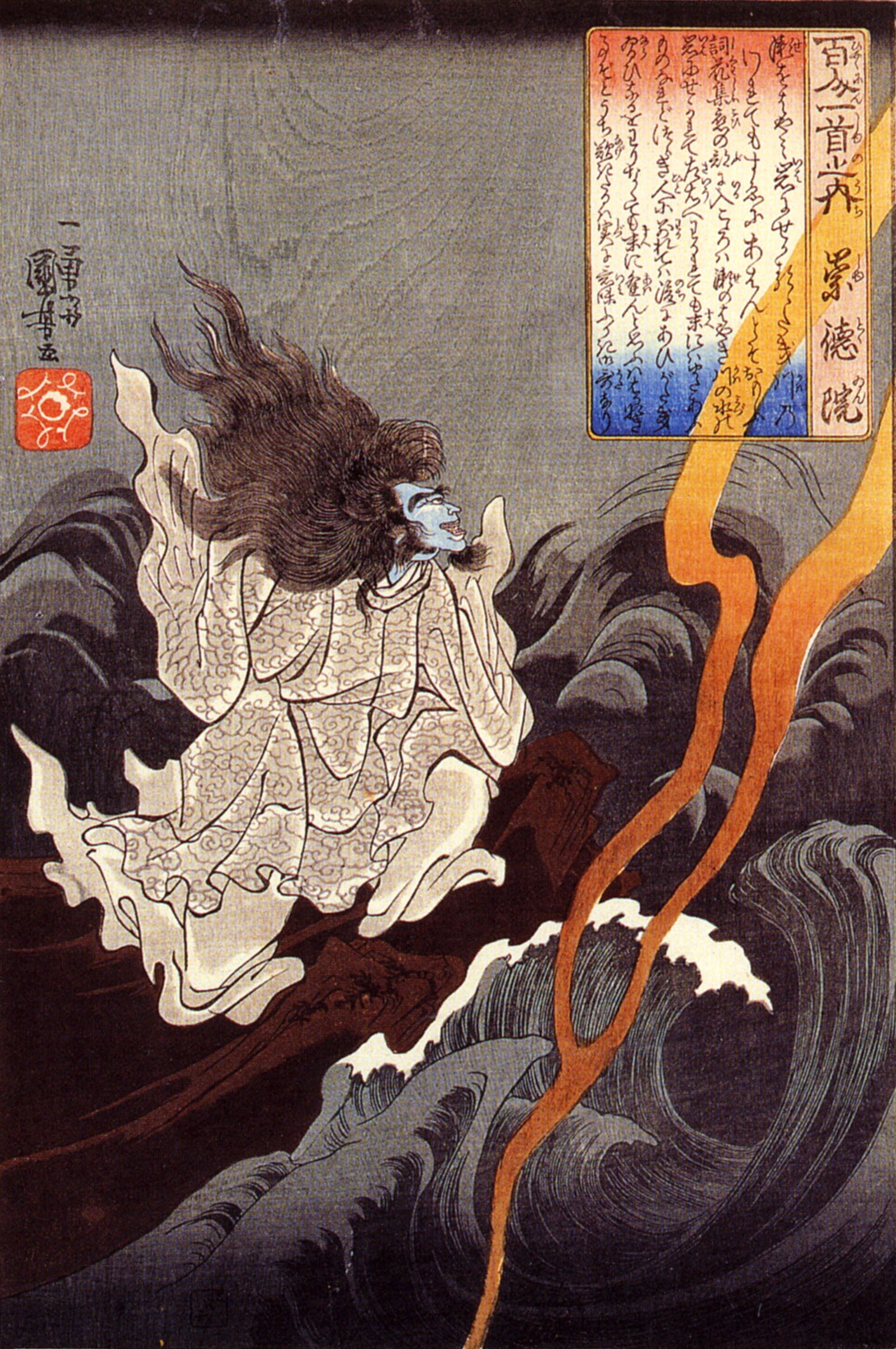
사누키에 유배된 스토쿠인.

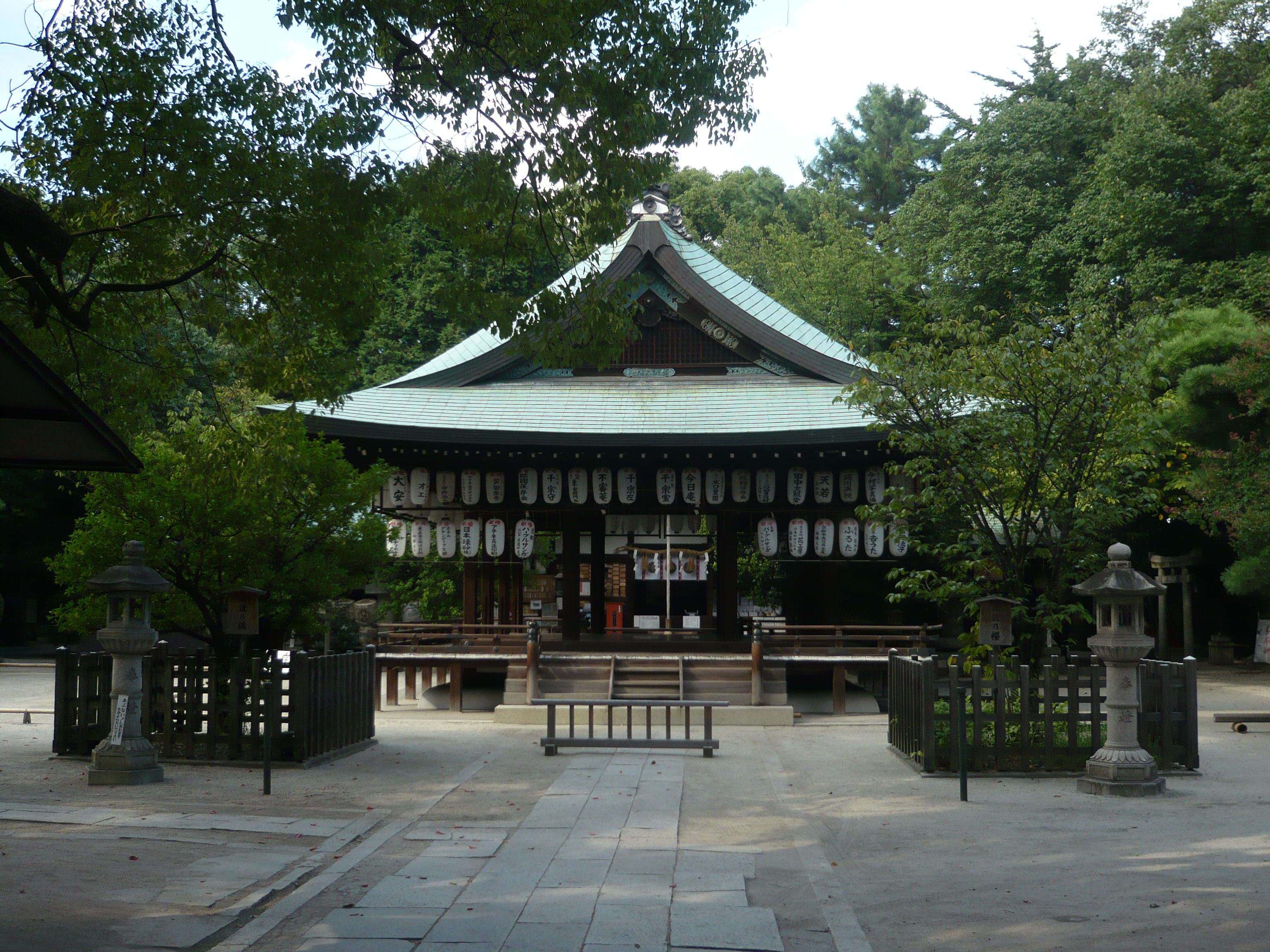
교토에 소재한 시라미네 신궁.

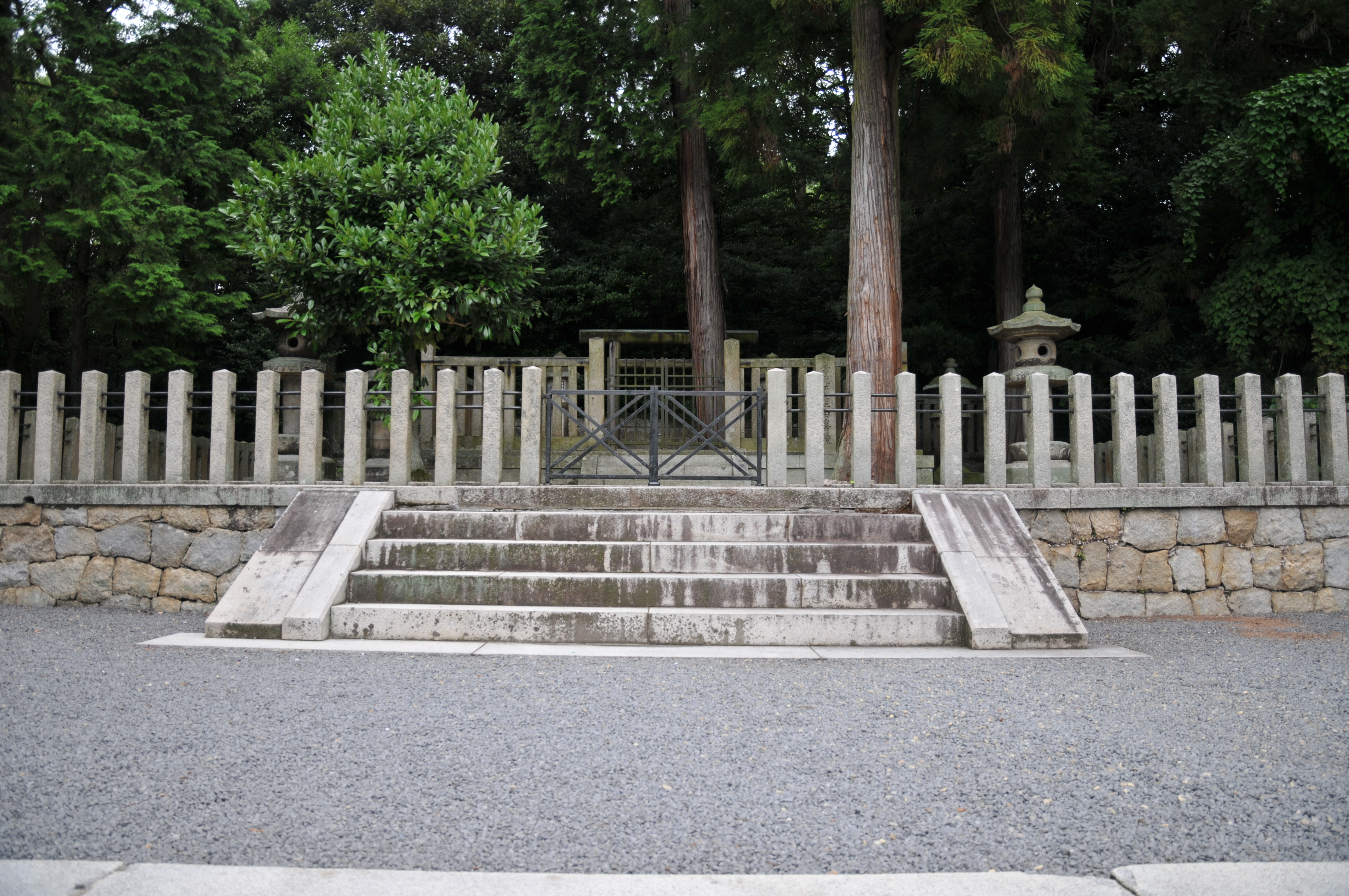
스토쿠인의 능. 시라미네노미사사기(白峯陵)라 불린다. 가가와현(香川縣) 사카이데시(坂出市) 기요미 정(靑海町) 소재.

호겐의 난이 끝난 뒤에도 오랫동안, 신인 즉 사누키인(讚岐院)은 '죄인' 취급을 당했다. 이는 천황측이 이겼음을 소리 높여 선언한 선명(《헤이안유문》제2848)에도 나타나고 있다. 사누키에서 사망했을 때조차 상복은커녕 조의도 표하지 않고(《햐쿠렌쇼》) 고시라카와인은 그의 죽음을 무시했으며, 조정 차원에서 장례를 치르는 것이 아니라 현지의 고쿠시(國司)에게 사누키인의 장례를 치르도록 맡겼을 뿐 아니라 교토의 귀족들 가운데 어느 누구도 조문하지 않았다고 한다(《황대기》) . 
사누키인을 '죄인'으로 보았던 일본 조정의 인식은, 사누키인과 함께 유배되었던 후지와라노 노리나가 등의 교토 귀환이 허락되고 사누키인의 측근이었던 후지와라노 요리나가의 아들인 모로나가(師長)가 고시라카와의 측근이 된 뒤에도 변하지 않았다. 당연히 '사누키인의 원령'이란 개념 따위도 존재하지 않았다.
그런데 간겐(安元) 3년(1177년)에 이르러 상황이 뒤집힌다. 엔랴쿠지의 강소(強訴), 간겐의 대화재, 시시가타니 음모 사건 등이 잇따라 일어나 사회의 안정이 무너지고 긴 동란이 시작되었던 이 해에, 당시의 좌대신(左大臣) 산조 사네후사(三條實房, 1147년 - 1225년)의 일기인 《우매기》(愚昧記) 간겐 3년 5월 9일조에 "사누키인 및 우지 좌부의 소행이라고도 한다."고 기록한 것을 시작으로 이후, 사누키인의 원령에 대한 기사가 귀족들의 일기에 빈번히 등장하게 된다.
《우매기》 5월 13일조에는 이미 전년부터 사누키인이나 요리나가의 원령이 문제로 떠오르고 있었다고 되어 있다. 그 해(1176년)는 겐슌몬인(建春門院) · 다카마쓰인(高松院) · 로쿠조인(六條院) · 구조인(九條院) 등 유독 고시라카와 법황이나 후지와라노 다다미치와 가까운 사람들이 많이 사망한 해였는데, 사누키인이나 요리나가의 원령이 차츰 의식되기 시작하던 차에 마침 그 이듬해 각종 대사건들이 잇달아 터지면서 의혹에 불을 붙이게 된 것으로 보인다. 사누키인의 원령이 여러 재앙들을 불러왔다는 의식이 형성되는 데는 한때 사누키인에 가담하기도 했던 후지와라노 노리나가(후지와라노 요리나가의 아들)가 깊이 연관되어 있었던 것 같은데, 요시다 쓰네후사(吉田經房, 1142년 - 1200년)의 일기인 《깃키(吉記)》주에이 3년(1184년) 4월 15일조에, 사누키인과 요리나가의 악령을 신령으로서 모셔야 한다고 주장했던 것이 다름 아닌 노리나가 자신이었다는 데에서 그러한 사정을 엿볼 수 있다.
정신적 압박에 시달리던 고시라카와인은 결국 원령을 달래기 위해 앞서 내렸던 사누키인을 죄인으로 규정한 선명을 거두었고, 8월 3일에는 사누키인에게 '스토쿠인(崇德院)'이라는 원호가 올려졌다. 요리나가는 정1위 태정대신(太政大臣)으로 추증된다.(《햐쿠렌쇼》) 주에이(壽永) 3년(1184년) 4월 15일에는 호겐의 난의 옛 전장이기도 했던 가스가가와라(春日河原)에 스토쿠인의 사당이 세워졌다. 훗날의 아와타노미야(栗田宮)이다. 사당은 오닌의 난 이후 쇠퇴하여 덴분(天文) 연간에 히라노 진쟈(平野社)에 통합되었다. 스토쿠인이 사망한 뒤 사누키 현지 사람들이 스토쿠인의 무덤 옆에 지은 절(지금의 시라미네사)에 대해서도 관의 보호령이 내려졌을 것으로 보인다.
원령으로서의 부정적인 이미지 외에도, 후세에는 사누키(시코쿠)의 수호신이라는 전설도 나타나게 된다. 조큐의 난으로 도사(土佐)에 유배되었던 쓰치미카도 상황(土御門上皇, 고시라카와인의 증손)이 유배지로 가는 길에 스토쿠인의 능 근처를 지나면서, 그 영혼을 위로하기 위해 비파를 연주했는데, 스토쿠인이 그날 밤 꿈에 나타나서 쓰치미카도 상황과 교토에 남겨진 상황 일가의 수호를 약속했고, 그 뒤 상황의 아들이 가마쿠라 막부(鎌倉幕府)의 추천으로 고사가 천황으로서 즉위하였다는 것이다. 또한 무로마치 막부(室町幕府)의 간레이(管領)인 호소카와 요리유키(細川賴之)가 시코쿠의 슈고(守護)가 되었을 때에도 스토쿠인의 명복을 기원하는 제를 올린 뒤 시코쿠 평정에 나섰고 성공을 거두었으며, 이후 호소카와 집안은 대대로 스토쿠인을 수호신으로 모셨다고 한다.
에도 시대의 작가 교쿠테이 바킨이 지은 《진세쓰 · 유미하리즈키》에서 스토쿠인은 주인공 미나모토노 다메토모(源爲朝)가 위험에 처할 때마다 휘하에 거느린 덴구를 보내 돕는 수호신으로 등장하고 있다. 
훗날 메이지 천황은 1868년에 즉위식을 행하면서 칙사를 사누키에 보내어 스토쿠인의 영령을 교토로 귀환시켜 시라미네 신궁(白峯神宮)을 지었으며, 쇼와 천황은 도쿄 올림픽 개최에 임하여 가가와현 사카이데시에 있던 스토쿠인의 능에 칙사를 보내 스토쿠 천황 식년제(崇徳天皇式年祭)를 거행했다.

## 피로 쓴 오부대승경의 진실
《호겐모노가타리》에 의하면, 스토쿠인은 사누키에서의 연금 생활 속에서 불교에 심취하게 되었다고 한다. 호겐의 난으로 희생된 자들의 극락왕생을 바라는 마음으로 오부대승경(五部大乘經)의 사경에 전념했는데(피로 썼는지 먹으로 썼는지에 대해서는 여러 책마다 차이가 있다), 호겐의 난에서의 전사자 공양 및 반성의 증거로 자신이 직접 사경한 다섯 사본을 교토의 절에서 거두어 공양해 주었으면 한다고 조정에 보냈는데, 고시라카와인은 저주의 뜻이 담겨 있다고 의심하여 이를 받아들이지 않고 돌려보냈다. 격노한 스토쿠인은 마침내 자신의 혀를 물어 뜯어 그 피로 "일본의 대마(大魔)의 연(緣)으로 태어나, 황제를 잡아다 백성으로 만들고 백성을 황제로 만들 것이다." "이 경을 마도로 회향(回向)하노라."라고 불경 사본에 피로 썼다고 한다. 이후 손톱이며 머리카락을 마구 길러 나중에는 야차와 같은 모습이 되어, 끝내는 텐구로까지 전생했다는 이 이야기는 훗날 스토쿠인의 원령으로서의 이미지를 더욱 부각시키게 된 아주 유명한 이야기로 꼽히고 있다. 조큐의 난으로 천황과 두 상황이 모두 유배당하자 사람들은 이 오부대승경의 이야기를 언급하면서, 스토쿠인의 저주가 이루어졌다고 수군댔다.
여기서 말한 스토쿠인이 유배지에서 원한에 사로잡혀 자신의 피로 썼다는 그 오부대승경의 존재를 전하는 유일한 기록은 요시다 쓰네후사의 일기인 《깃키》(吉記)이다.
스토쿠인이 사누키에 있으면서 스스로 피를 가지고 오부대승경을 썼는데, 그 숨은 뜻은 이세후생(理世後生)에 있지 않고 천하를 멸망시키고야 말겠다는 데에 있었다. 이 경전은 겐쇼(元性) 호인(法印)이 가지고 있다고 한다. 이 취지를 아뢰어 올린 바 나리가쓰지(成勝寺)에서 공양하게 된 연유로, 고다이벤(右大弁)으로서 사소벤(左少弁) 미쓰나가(光長)에게 맞아오게 하였다. 원혼을 득도시키고자 하여... — 《깃키》 주에이 2년(1183년) 7월 16일조

그 내용은, 고시라카와가 스토쿠인이 지었다는 오부대승경의 존재를 듣고 변관에 공양을 위한 원문(願文)을 기초할 것을 명하는 데서 나온 것이다. 같은 책 주에이 원년(1182년) 6월 21일조에 보면, 이미 원령을 진혼하기 위해서 스가와라노 미치자네(管原道眞)의 예를 모방해 스토쿠인을 신으로서 모셔야 한다는 의견이 제기되었지만 실현되는 데에는 이르지 못했다. 오부대승경을 공양하라는 명을 내리고 얼마 지나지 않아 고시라카와 법황은 스토쿠인을 모실 신궁을 지으라는 명을 내렸다.
현존하는 《이마카가미》에 수록된, 스토쿠인이 사누키에서 지었다는 노래들을 보면, "외로운 생활 속에서 슬픔만 남아, 병이 쌓여 해마다 무거워져 가네"(憂き世のあまりにや、御病ひも年に添へて重らせ給ひければ)하고 한탄한 식의 노래는 남아있지만, 스토쿠인 자신이 유배당한 처지를 분노하거나 원한을 품었다는 식의 노래는 없다. 《풍아단가집》에 수록된 와카에도 비탄의 감정은 있지만 원한은 없다. 조큐의 난 때에 오키에 유배되었던 고토바인이 "나 이곳에 와 새로이 머무나니. 저 오키 앞바다의 매서운 풍파들아, 조심하고 삼가라"(われこそは　にゐじま守よ　隠岐の海の　あらきなみかぜ　心してふけ)라는 분노로 가득찬 노래를 《원도백수》에 남기고 있는 것과는 대조적이다.
오부대승경이라는 경전의 존재가 등장하는 것은 스토쿠인이 사망하고 이미 19년이나 지난 뒤의 일인 데다, 경전의 실물을 봤다고 하는 사람도 나오지 않았다. 때문에 처음부터 피로 썼다는 오부대승경이라는 것은 존재하지 않았다는 설도 있다.

## 와카 작품

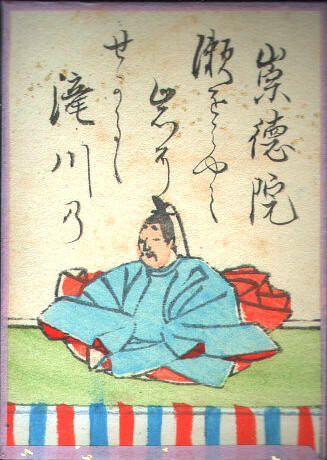
오쿠라백인일수(小倉百人一首) 77번째 스토쿠인(崇德院)

- 사화화가집(詞花和歌集)의 편찬을 칙으로 명하여 닌페이(仁平) 원년(1151년)에 완성하였다. 찬자는 후지와라노 아키스케(藤原顯輔)로 되어 있다.
- 천재화가집(千載和歌集)에 스토쿠인이 지은 23수의 와카가 수록되어 있다.
- 구안백수(久安百首)
- 오쿠라백인일수 가운데,
瀨を早み岩にせかるる滝川の われても末にあはむとぞ思ふ(崇德院)
여울을 빠르게 돌며 바위를 따라 갈리는 강물, 갈라진다 해도 결국엔 만날 것이니.

이 노래를 소재로 한 일본의 고전 만담 상연 목록에 「스토쿠인」이라는 것이 있다. 또한 이 노래와 호겐의 난은 아무 관련이 없다.

## 후비 및 자녀
- 후지와라노 기요코(藤原聖子, 1122년∼1181년) - 후지와라노 다다미치의 딸. 원호는 고카몬인(皇嘉門院).
- 효에노스케노 쓰보네(兵衛佐局) - 호인(法印) 신렌(信緣)의 딸로 미나모토노 유키무네(源行宗)의 양녀.
  - 시게히토(重仁) 친왕(1140년∼1162년）
- 미카와노곤노카미(三河権守)·미나모토노 모로쓰네(源師經)의 딸
  - 가쿠에(覺恵, 1151년∼1184년）
- 가라스마루노 쓰보네(烏丸局)

## 재위 중의 연호
- 덴지(天治)
- 다이지(大治)
- 덴쇼(天承)
- 조쇼(長承)
- 호엔(保延)
- 에이지(永治)

## 같이 보기
- 일본 천황
- 어령신앙